# ترولامین سالیسیلات
ترولامین سالیسیلات یک ترکیب آلی است که نمکی متشکل از اسید سالیسیلیک و تری اتانولامین می باشد.
کاربرد این ماده در کرمهای ضد التهاب و صفحات محافظت کننده در برابر نور خورشید می باشد.